# Ernest Damé

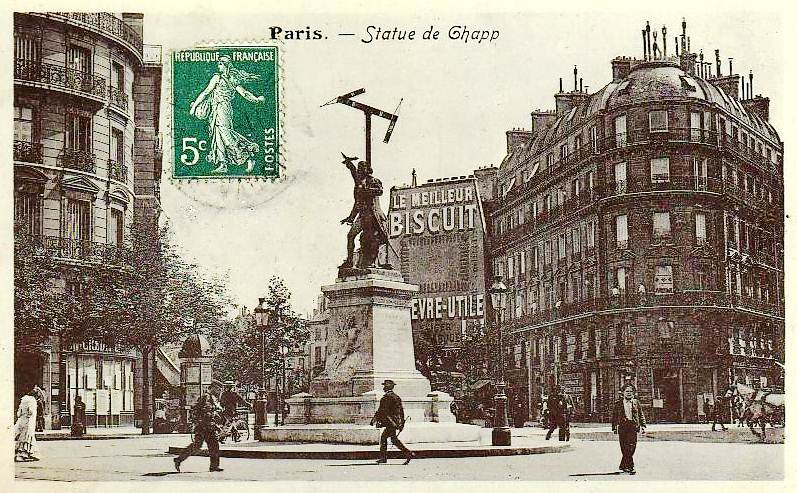
Le Monument à Claude Chappe (1893), Paris, angle de la rue du Bac et du boulevard Saint-Germain.

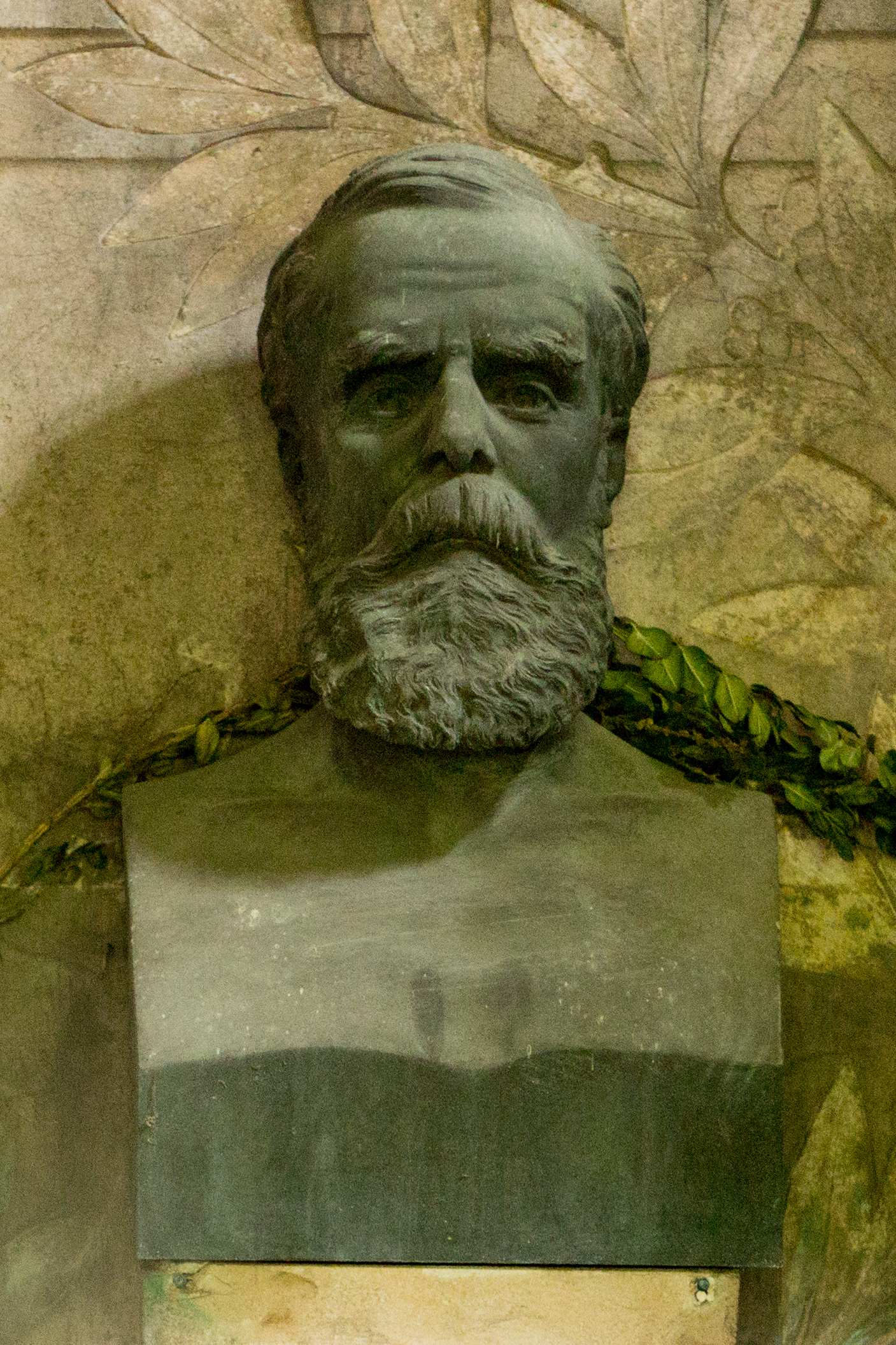
François Raspail (1894), Paris, cimetière du Père-Lachaise.

Ernest Appolinaire Damé né le 1er octobre 1845 à Saint-Florentin (Yonne) et mort le 22 novembre 1920 à Paris, est un sculpteur français.

## Biographie
Élève de Francisque Duret, Eugène-Louis Lequesne, Eugène Guillaume et Jules Cavelier à l'École des beaux-arts de Paris, Ernest Damé reçoit une médaille de 2e classe au Salon des artistes français de 1875, une médaille de 3e classe à l'Exposition universelle de 1878 et une médaille de bronze à l'Exposition universelle de 1900.
Il expose le groupe Diane et Endymion au Salon de 1883. D'une esthétique néo-baroque, sa Diane cite directement la Daphné du Bernin et son berger appelle le souvenir du Faune Barberini. Il a été édité en fonte par la fonderie d'art du Val d'Osne.
En 1890, Damé présente au Salon — dont il est membre du jury —, son bas-relief La Charité recueillant la Vieillesse destiné à la maison de retraite de Levallois-Perret.
Au Salon de 1892, il envoie son groupe Le Travail chasse la Misère, représentant « Un ouvrier forgeron, à demi nu, auprès d’une enclume, brandissant un grand marteau avec lequel il s’apprête à frapper, non pas le fer fumant, mais une vieille femme en guenilles qui rampe, en se cachant, sous un fourneau », au sujet duquel Georges Lafenestre pense que « l’on pourrait croire plutôt à quelque horrible querelle de famille se terminant par un meurtre ».
Son Monument à Claude Chappe, érigé en 1893 à Paris à l'angle de la rue du Bac et du boulevard Saint-Germain, une de ses œuvres les plus connues, a été envoyée à la fonte sous le régime de Vichy.
Il meurt le 22 novembre 1920 en son domicile dans le 13e arrondissement de Paris, et, est inhumé au cimetière parisien de Bagneux (7e division).
Il avait pour frère Frédéric Damé, polygraphe éclectique de la fin du XIXe siècle  connu notamment pour être le onzième des douze dédicataires des Poésies d'Isidore Ducasse et qui, comme leur sœur aînée,  avait émigré en Roumanie.

## Œuvres
Argentine
- Mendoza, Parque San Martín : Diane et Endymion, groupe en fonte, fonderie d'art du Val d'Osne[9].
- San Miguel de Tucumán : Diane et Endymion, groupe en fonte, fonderie d'art du Val d'Osne[10].

France
- Chalindrey, rue Diderot : Monument aux morts de 1914-1918, vers 1920, statue en fonte, fonderie d'art du Val d'Osne[11].
- Laon : Céphale et Procris, 1881, groupe en marbre[12]. Le modèle en plâtre, d'après les Métamorphoses d'Ovide, a été exposé au Salon de 1875[13].
- Lyon, place Raspail : Monument à Raspail, 1884, buste en bronze, envoyé à la fonte sous le régime de Vichy, dans le cadre de la mobilisation des métaux non ferreux[14].
- Neuilly-l'Évêque : Monument aux morts, statue en fonte, fonderie d'art du Val d'Osne[15].
- Orchies, rue des Combattants : Monument aux morts de 1914-1918, ou La Victoire en chantant, 1922, groupe en fonte, fonderie d'art du Val d'Osne. La Victoire ailée est d'Ernest Damé, le Poilu est de Charles Édouard Richefeu[16].
- Paris :
  - angle de la rue du Bacet du boulevard Saint-Germain : Monument à Claude Chappe, 1893, statue en bronze, envoyée à la fonte sous le régime de Vichy, dans le cadre de la mobilisation des métaux non ferreux[17].
  - cimetière du Père-Lachaise, division 19 : François Raspail, 1894, buste en bronze ornant la sépulture du chimiste.
  - hôtel de ville, façade de la rue Lobau : Victor Jacquemont, 1880, statue en pierre[2].
  - opéra Garnier, rotonde du Glacier : Armand Cambon, 1884, buste en marbre[2],[18].
  - square du Ranelagh : Fugit amor, 1879, groupe en bronze, Thiébaut fondeurs, envoyé à la fonte sous le régime de Vichy, dans le cadre de la mobilisation des métaux non ferreux. Le modèle en plâtre a été exposé au Salon de 1877[19].